# سمتکس

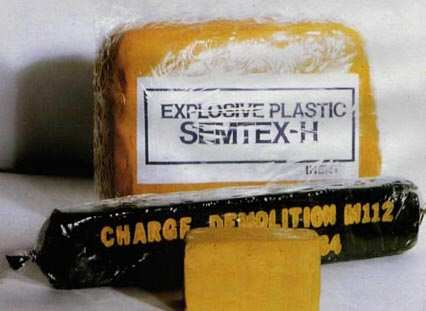
سیمتیکس اِچ

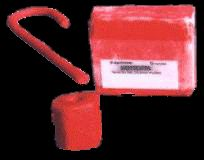
سیمتیکس ای ۱

سِمتِکس (به انگلیسی: Semtex) ماده منفجره پلاستیکی است که در جمهوری چک در کارخانه سینتیزیا ساخته می‌شود و به کشورهای گوناگون صادر می‌شود. این مادۀ منفجره در سال ۱۹۶۴ یا ۱۹۶۶ در شهر سمتین چکسلواکی، توسط استانیسلاو بربرا اختراع شد. 

## کاربرد
نوع صنعتی سمتکس در معدن‌کاری و نوع نظامی آن در حملات تروریستی بکار می‌رود. سمتکس به خاطر راحت بریده شدن و قالب گرفتن، در آمدن به رنگ‌های مختلف، قابلیت استفاده در شرایط مختلف، و غیرقابل کشف بودن توسط سگ‌های آموزش دیده، به مادۀ منجرۀ مورد علاقۀ تروریست‌ها در اواخر قرن بیستم بدل شد. در دهۀ ۱۹۷۰، ۶۹۰ تن سمتکس از چکسلواکی به لیبی صادر شد که بنا به گفتۀ واتسلاو هاول رئیس‌جمهور سابق چکسلواکی، «برای تأمین تروریسم در سراسر جهان به مدت ۱۵۰ سال» کافی بود.  در سال ۱۹۸۸ تروریست‌ها با سمتکس هواپیمای آمریکایی نزدیک شهر لاکربی را منهدم کردند. آمریکا و دیگر کشورها این حمله را به لیبی نسبت دادند و این کشور را تحریم اقتصادی کردند.
جمهوری چک نخستین کشوری است که فرمول مواد منفجره خود را نشان می‌دهد؛ چون قاچاق این مواد ممکن نیست.
سیمتیکس اِچ از هیکسوژن و پینتریت ساخته می‌شود.
| سِمتِکس                                              | سِمتِکس           | سِمتِکس            | سِمتِکس     |
| ماده                                               | Semtex 1A       | Semtex H         | Semtex 2P |
| -------------------------------------------------- | --------------- | ---------------- | --------- |
| پینتریت(پنتا اریتریتول تترا نیترات)                | ۷۶٪             | ۴۰٬۹٪            | ۵۸٫۴۵٪    |
| هیکسوژن (RDX)                                      | ۴٬۶٪            | ۴۱٬۲٪            | ۲۲٫۹٪     |
| ماده لاستیکی styrene-butadiene                     | ۹٬۴٪            | ۹٪               | ۹٫۲٪      |
| نرم‌کننده n-octyl phthalate,Acetyl tributyl citrate | ۹٪              | ۷٬۹٪             | ۸٫۴۵٪     |
| آنتی‌اکسیدان N-phenyl-2-naphthylamine               | ۰٫۵٪            | ۰٫۵٪             | ۰٫۵٪      |
| رنگ                                                | Sudan IV (قرمز) | Sudan I (نارنجی) | قهوه‌ای    |